# Diecéze Řím

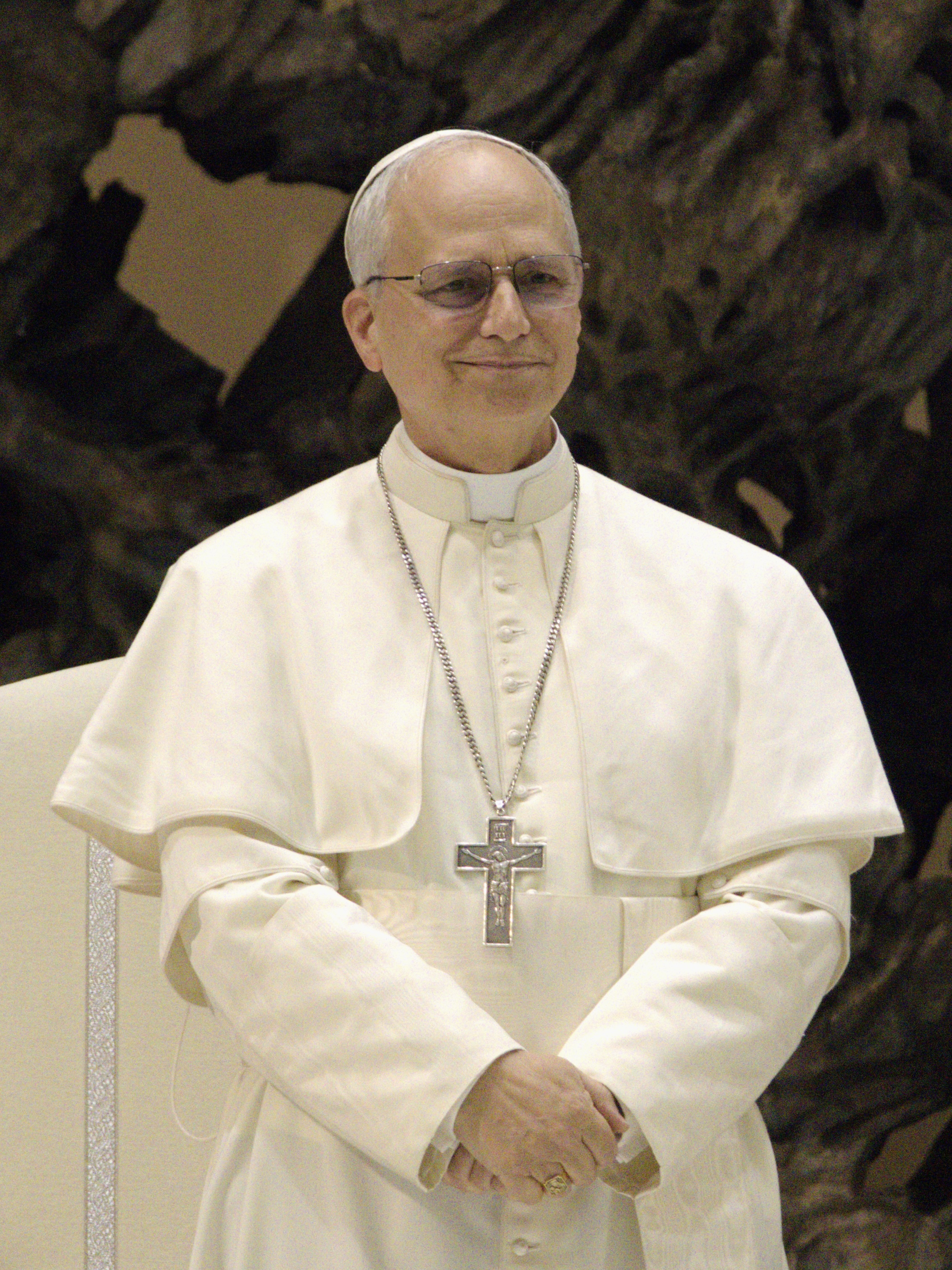
Papež Lev XIV. (2025)

Katolická církev v Římě je středem katolické církve. Jejím biskupem je papež, který jmenuje kardinála vikáře, vicegerenta (vlastního generálního vikáře diecéze) a generálního vikáře Vatikánského státu.

## Struktura

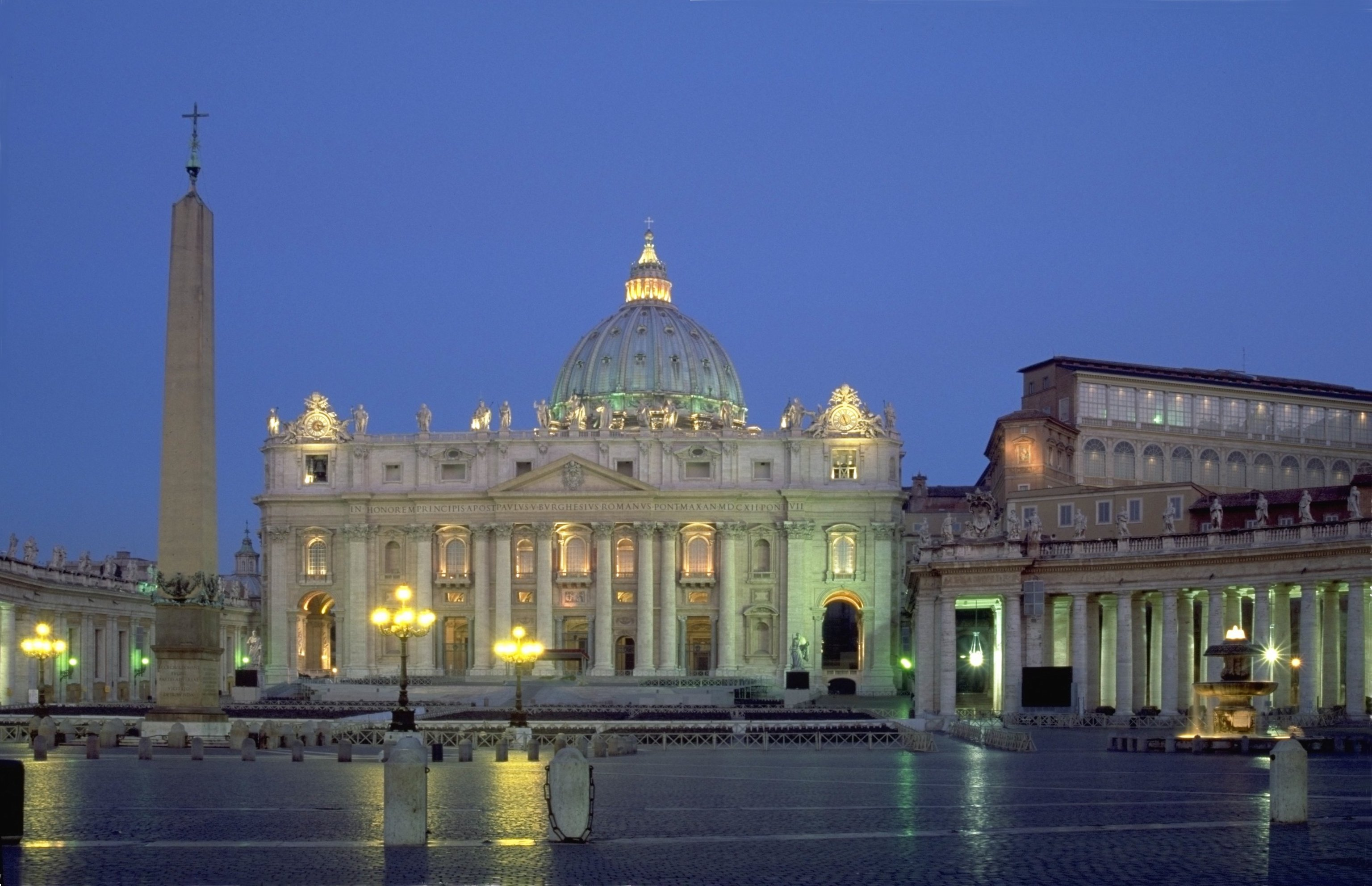
Bazilika svatého Petra

Římská diecéze se také nazývá Papežský stolec v Římě a má sedm tzv. suburbikálních diecézí. Katedrálním chrámem diecéze je Lateránská bazilika, i když papež sídlí ve Vatikánu a jeho hlavním chrámem je bazilika svatého Petra.
- Papežský stolec v Římě (zal. 100)
  - Diecéze Albano (zal. 400)
  - Diecéze Frascati (zal. 300)
  - Diecéze Ostia (zal. 300)
  - Diecéze Palestrina (zal. 400)
  - Diecéze Porto–Santa Rufina (zal. 300)
  - Diecéze Sabina–Poggio Mirteto (zal. 1521)
  - Diecéze Velletri–Segni (zal. 500)

Nemá biskupskou konferenci. V současné době má 6 pomocných biskupů a jednoho emeritního pomocného biskupa.

## Papež
- Lev XIV.

## Generální vikář Vatikánského státu
- kardinál Mauro Gambetti (od 2021)

## Kardinál vikářpro římskou diecézi
- Baldassare Reina – od 6. října 2024

## Vicegerent– generální vikář diecéze
- od 6. října 2024 vakantní

## Sektory diecéze a pomocní biskupové
Diecéze je rozdělena do čtyř sektorů, každý je svěřen jednomu z pomocných biskupů:
- severní sektor: Mons. Daniele Salera;
- východní sektor: Mons. Paolo Ricciardi
- jižní sektor: Mons. Dario Gervasi
- západní sektor: vakantní

Kromě pomocných biskupů pověřených péčí o sektory má diecéze další pomocné biskupy:
- Mons. Benoni Ambarus
- Mons. Michele Di Tolve